# European Journal of Taxonomy
European Journal of Taxonomy je volně dostupný recenzovaný vědecký časopis zaměřený na popisnou taxonomii žijících i fosilních eukaryot, který pokrývá témata ze zoologie, botaniky a paleontologie. Je podporován EJT konsorciem, skupinou evropských přírodovědných ústavů, která plně financuje jeho vydávání. Proto je časopis pro autory i čtenáře zdarma (Diamond Open Access).

## Historie
Časopis vznikl z iniciativy pracovní skupiny Evropského distribuovaného institutu taxonomie (EDIT). První článek byl zveřejněn 9. září 2011. V říjnu 2015 časopis schválilo Konsorcium evropských taxonomických facilit (CETAF).
European Journal of Taxonomy vznikl sloučením několik starších časopisů:
- Journal of Afrotropical Zoology
- Bulletin de l'Institut Royal des Sciences Naturelles de Belgique, Entomologie
- Bulletin de l'Institut Royal des Sciences Naturelles de Belgique, Biologie
- Bulletin de l'Institut Royal des Sciences Naturelles de Belgique, Sciences de la Terre
- Steenstrupia
- Zoologische Mededelingen

## Abstrakty a indexace
Časopis je zahrnut v následujících databázích:
- Biological Abstracts[2]
- BIOSIS Previews[2]
- CAB Abstracts[3]
- Current Contents/Agriculture, Biology & Environmental Sciences[2]
- Science Citation Index Expanded[2]
- The Zoological Record[2]

Podle Journal Citation Reports získal časopis v roce 2021 impakt faktor 1.398.